# Romanzo di una strage
Romanzo di una strage (estrenat internacionalment com a Piazza Fontana: The Italian Conspiracy) és una pel·lícula dramàtica i històrica italiana del 2012 dirigida per Marco Tullio Giordana. Es basa lliurement en el llibre Il segreto di Piazza Fontana de Paolo Cucchiarelli. La pel·lícula tracta de la reconstrucció de l'atemptat de Piazza Fontana que va tenir lloc a Milà el 12 de desembre de 1969, i dels tràgics fets que van succeir, des de la mort de Giuseppe Pinelli, que es va produir en circumstàncies misterioses durant un interrogatori, fins a la mort del comissari Luigi Calabresi que havia dirigit la investigació.
El juliol de 2012, Romanzo di una strage es va estrenar al 47è Festival Internacional de Cinema de Karlovy Vary, on va guanyar el Premi Especial del Jurat. Va ser nominada a 16 premis David di Donatello i en va guanyar tres (millor actor secundari, millor actriu secundària i millors efectes visuals). També va guanyar tres premis Nastro d'Argento (al millor guió, millor actor i millor actriu secundària) i dos Ciak d'oro (millor actor secundari i millor partitura).

### Repartiment
- Valerio Mastandrea : Luigi Calabresi
- Pierfrancesco Favino : Giuseppe Pinelli
- Bob Marchese : el jutge Carlo Biotti
- Fabrizio Gifuni : Aldo Moro
- Omero Antonutti : Giuseppe Saragat
- Laura Chiatti : Gemma Calabresi
- Stefano Scandaletti : Pietro Valpreda
- Michela Cescon : Licia Pinelli
- Giorgio Colangeli : Federico Umberto D'Amato
- Luigi Lo Cascio : Jutge Paolillo
- Giorgio Tirabassi : el professor
- Giorgio Marchesi : Franco Freda
- Denis Fasolo : Giovanni Ventura
- Gianni Musy : confessor de Moro
- Luca Zingaretti : el metge
- Francesco Salvi : Cornelio Rolandi
- Corrado Invernizzi : el jutge Pietro Calogero